# Damochojena
Damochojena é uma vila localizada no Distrito Central em Botswana. Possuía, em 2011, uma população estimada em 993 habitantes.